# Jason Schreier
Jason Schreier (nascido em 10 de maio de 1987) é um jornalista e autor norte-americano que cobre principalmente a indústria de jogos eletrônicos. Ele trabalhou como repórter da Kotaku de 2011 a 2020 e foi reconhecido por fornecer várias histórias investigativas, principalmente sobre a cultura de crunch na indústria. Em abril de 2020, Schreier se juntou à equipe de foco em tecnologia da Bloomberg News.

## Carreira

### Início
Schreier inicialmente trabalhou como jornalista freelancer cobrindo notícias locais. Ele trabalhou para a Wired de 2010 a 2012, cobrindo jogos eletrônicos e tecnologia relacionada. Outro trabalho freelancer incluiu uma coluna semanal na Joystiq sobre jogos de RPG japoneses e trabalhos publicados na Kill Screen, Edge, Eurogamer, G4TV, GamesRadar e Paste.

### NaKotaku
Por volta de 2011, Schreier foi contatado por Stephen Totilo, atual editor-chefe do site Kotaku, oferecendo-lhe um cargo de repórter em tempo integral. A Kotaku foi fundada em 2004 como a frente de jogos eletrônicos da Gawker Media. Schreier aceitou a posição, que começou na mesma época. Ele foi promovido a editor de notícias do site antes de sua saída.
Além de relatórios padrão sobre notícias de jogos, Schreier ganhou uma reputação inicial na Kotaku por obter histórias de desenvolvedores sobre seus processos internos para vários títulos. Schreier encontrou histórias comuns de uso excessivo de "crunch time" por algumas desenvolvedoras e o uso excessivo de horas extras ao longo de várias semanas e meses para garantir que um jogo fosse concluído em uma data prevista. Embora o crunch time tenha sido identificado antes em empresas maiores de outras fontes, como na Rockstar Games, os relatórios de Schreier identificaram que o crunch também tendia a persistir em estúdios menores.
Em 2017, Schreier escreveu um livro sobre o processo de criação de jogos eletrônicos, intitulado Blood, Sweat, and Pixels: The Triumphant, Turbulent Stories Behind How Video Games Are Made.
Além das condições de trabalho, Schreier escreveu artigos sobre as histórias de desenvolvimento de jogos problemáticos ou cancelados, geralmente através de relatórios de trabalhadores anônimos. Seus artigos incluíam os obstáculos que a Bungie superou para desenvolver Destiny; para o planejado jogo de Star Wars, sob o codinome Project Ragtag, da Visceral Games, que eventualmente levou ao fechamento do estúdio; e as dificuldades por trás de Anthem, da Electronic Arts e BioWare.
A reportagem de Schreier sobre a Bethesda Softworks, como seu artigo de 2013 sobre o cancelamento de Prey 2 que transmitiu as comunicações internas que ele havia recebido, acredita-se que levou a Bethesda à "lista negra" da Kotaku, negando ao site qualquer cópia de pré-lançamento de seus jogos ou entrevistas em eventos comerciais desde 2015. Schreier e o fundador da Hello Games, Sean Murray, receberam ameaças de morte depois que Schreier informou em notícias internas que o altamente aguardado No Man's Sky, da Hello Games, seria adiado por alguns meses.
Como resultado do processo Bollea v. Gawker, a Gawker Network, incluindo a Kotaku, passou por uma série de mudanças de propriedade após 2016, eventualmente caindo sob a família G/O Media em 2019. A nova gestão da G/O foi mais exigente com o conteúdo que os sites carregavam, o que resultou em um grande incidente na Deadspin, um site voltado para esportes, em outubro de 2019, levando à demissão de seu editor-chefe e consequente saída da maioria dos funcionários da equipe editorial restante. Isso se propagou em outros antigos sites da Gawker, incluindo a Kotaku. Schreier deixou a Kotaku em abril de 2020, identificando especificamente problemas com o gerenciamento da G/O Media e o problema com a Deadspin de outubro de 2019 como seus motivos para sair. Schreier disse sobre o motivo de sua saída: "Passei por muitas mudanças cataclísmicas porque sempre senti que, apesar de tudo, fomos guiados por pessoas que sempre se importaram com o jornalismo e, infelizmente, não tenho certeza de que esse seja o caso mais."

### NaBloomberg News
Pouco depois de deixar a Kotaku, Schreier assumiu o cargo de repórter da Bloomberg News em abril de 2020. Ele ainda se concentra na indústria de jogos eletrônicos e na cobertura de desenvolvimento de jogos.
Durante sua carreira na Bloomberg, Schreier escreveu seu segundo livro, Press Reset: Ruin and Recovery in the Video Game Industry, relacionado à volatilidade da indústria de jogos eletrônicos, lançado em maio de 2021. O livro foi um best-seller sobre obras de não ficção do The New York Times durante a semana de 30 de maio.

### Podcasts
Schreier é um dos co-anfitriões do podcast Triple Click com os ex-colegas de trabalho da Kotaku, Kirk Hamilton e Maddy Myers. Está hospedado na rede Maximum Fun.

## Vida pessoal
Schreier vive na cidade de Nova Iorque. Ele é judeu. Schreier frequentou a Gallatin School of Individualized Study na Universidade de Nova Iorque, graduando-se em redação em 2009. Em 24 de junho de 2018, Schreier se casou com Amanda Coleman, uma associada de litígios da Cravath, Swaine & Moore, que conheceu na Universidade de Nova Iorque.